# Cars (álbum)
Cars es el álbum debut del grupo musical de rock alternativo y rock indie estadounidense Now, Now Every Children. Fue lanzado como descarga digital el 15 de diciembre de 2008 y el 9 de julio de 2009 en CD a través del sello discográfico Afternoon Records y fue producido por Ian Anderson. El lanzamiento del álbum estuvo acompañado de un show del grupo en Minneapolis en la avenida 7th Street Entry.

## Listado de canciones
Todas las canciones escritas y compuestas por Cacie Dalager y Bradley Hale. 
| Cars |                          |          |  |
| N.º  | Título                   | Duración |  |
| 1.   | «Not One, But Two»       | 3:22     |  |
| 2.   | «Everyone You Know»      | 2:42     |  |
| 3.   | «Have You Tried»         | 4:21     |  |
| 4.   | «Sleep Through Summer»   | 2:39     |  |
| 5.   | «Friends With My Sister» | 4:42     |  |
| 6.   | «In My Chest»            | 2:32     |  |
| 7.   | «Headlights»             | 3:43     |  |
| 8.   | «In The City»            | 3:56     |  |
| 9.   | «We Know Martha Webber»  | 2:47     |  |
| 10.  | «Little Brother»         | 3:25     |  |
| 11.  | «Cars»                   | 4:21     |  |

## Recepción
El álbum tuvo buena recepción frente a la crítica musical. PunkMusic señaló en su crítica que "Now, Now Every Children ha dado un considerable paso con su álbum debut". El sitio Punktastik señaló que Cars es "brillante e hipnotizante", dándole al álbum una calificación de 4 estrellas.

## Personal
- Cacie Dalager - vocales, guitarra, teclados
- Bradley Hale - batería, coros
- Jess Abbott - guitarra, vocales
- Britty Hale - teclados
- Christine Sako - bajo